# I Wanna Be a Hippy
I Wanna Be a Hippy è il singolo di debutto del gruppo musicale techno Technohead, pubblicato il 16 giugno 1995 dall'etichetta discografica Mokum Records. È il primo singolo del gruppo ad essere stato pubblicato con questo pseudonimo in quanto i due componenti, i coniugi Lee Newman e Michael Wells, erano stati attivi discograficamente negli anni precedenti con l'originale pseudonimo Greater Than One e il suo acronimo G.T.O. e con altri nomi legati ad altri progetti discografici minori. I coniugi Newman e Wells sono anche autori e produttori del brano.
Il singolo ha anticipato la pubblicazione dell'album di debutto Headsex, uscito il 1 agosto successivo, e contiene un campionamento della parte vocale del brano I Like Marijuana interpretato da David Peel nel 1968 e poi utilizzata all'interno del film Brusco risveglio, uscito nelle sale nel 1989.
È stato un successo discografico in diversi paesi europei, raggiungendo il primo posto nella classifica dei singoli di Germania, Austria, Paesi Bassi e Belgio (Fiandre). Nel Regno Unito, il singolo fu pubblicato nel mese di settembre del 1995, con una seconda pubblicazione avvenuta nel gennaio 1996, che permise al brano di mantenere una buona popolarità fino alla primavera del 1996.
Il brano è stato poi oggetto di diversi remix negli anni successivi, tra cui la versione "Technohead vs E-Ject" del 2002 e una nuova versione realizzata dai Technohead con il titolo I Wanna Be a Hippy (I Wanna Get Stoned (2004 Remix), che ottenne una discreta popolarità nel 2004 nei Paesi Bassi.

## Tracce
CD-Maxi (Mokum INT 826.270 (Intercord) / EAN 0016861178956)
1. I Wanna Be a Hippy (Flamman e Abraxas radio mix) – 3:17
2. I Wanna Be a Hippy (Original Mix) – 5:03
3. I Wanna Be a Hippy (Speedfreak Mix) – 6:04
4. I Wanna Be a Hippy (Zippy Mix) – 4:17
5. I Wanna Be a Hippy (Dano No Sweat Mix) – 5:12

## Classifiche
| Classifica (1995-1996) | Posizione raggiunta |
| ---------------------- | ------------------- |
| Germania               | 1                   |
| Austria                | 1                   |
| Paesi Bassi            | 1                   |
| Belgio (Fiandre)       | 1                   |
| Irlanda                | 5                   |
| Svizzera               | 5                   |
| Finlandia              | 12                  |
| Australia              | 20                  |
| Scozia                 | 36                  |
| Regno Unito            | 77                  |